# Gargano-Ragwurz
Die Gargano-Ragwurz (Ophrys garganica) ist eine Pflanzenart aus der Gattung der Ragwurzen (Ophrys) in der Familie der Orchideen (Orchidaceae). Sie blüht von April bis Mai. Es ist noch nicht abschließend geklärt, ob diese Art wirklich als eigenständig zu betrachten ist oder ob sie doch nur als eine Unterart der Spinnen-Ragwurz zu betrachten und als Ophrys sphegodes subsp. passionis (Sennen) Sanz & Nuet zu bezeichnen ist. Da sie aber aktuell als eigenständig gilt, wird sie hier auch so behandelt. 

## Merkmale
Diese mehrjährige krautige Pflanze erreicht Wuchshöhen 25 und 35 cm. Sechs bis neun grundständige Laubblätter sind an dieser Pflanzen-Art zu sehen.
An jedem Blütenstand befinden sich vier bis acht Blüten. Die Kelchblätter sind grün gefärbt, während die auffallend großen und kahlen Kronblätter olivgrün bis braun erscheinen. Ihr Rand ist oft dunkler und stets wellig. Die ungeteilte oder schwach dreilappige Lippe ist dunkel- bis schwarzbraun gefärbt.
Die Chromosomenzahl beträgt 2n = 36.

## Standort und Verbreitung
Man findet diese Orchideenart auf Magerrasen, Garriguen, lichten Kiefern- und Eichenwäldern in Höhenlagen zwischen 0 und 1010 Metern Meereshöhe. Das Verbreitungsgebiet erstreckt sich in Italien über die Apenninenhalbinsel, Sizilien, Apulien, Kalabrien, Basilikata, die Toskana und außerdem Sardinien.

## Ökologie
Als Bestäuber wurde Andrena carbonaria beobachtet.

## Taxonomie
Die Gargano-Ragwurz wurde 1975 von Othmar Danesch und Edeltraud Danesch in Plant Systematics and Evolution Band  124 Teil 2, Seite 94 als Ophrys garganica E.Nelson ex O.Danesch & E.Danesch erstbeschrieben. Sie schrieben den Namen Erich Nelson zu. Manche Autoren stellen sie als Unterart Ophrys passionis subsp. garganica E.Nelson ex H.Baumann & R.Lorenz zur Oster-Ragwurz (Ophrys passionis Sennen).